# Bliss (virus)
Pour les articles homonymes, voir Bliss.
Bliss est un virus informatique qui peut infecter les ordinateurs sous le système d’exploitation Linux. Lors de son exécution, il tente de se joindre à des fichiers exécutables de Linux auxquels les utilisateurs courants n'ont pas accès. Dans la version alpha, le système empêche les fichiers de s'exécuter et prévient immédiatement l'utilisateur.
Il a probablement été originellement conçu pour prouver que Linux pouvait être infecté par des virus. Cependant, il se propage difficilement d'un système à l'autre en raison de l'organisation des privilèges utilisateurs de Linux. Bliss ne s'est jamais réellement répandu, mais il est considéré malgré cela comme une innovation pour avoir permis d'améliorer la sécurité de Linux.
Découvert en février 1997, il est le deuxième virus Linux le plus connu après Staog. Quand Bliss est apparu, les fournisseurs de logiciels antivirus et les différentes distributions de Linux ont publié des alertes de sécurité pour avertir leurs utilisateurs. La distribution Linux Debian est encore aujourd'hui vulnérable au virus Bliss, mais comme l'infection ne peut avoir des conséquences qu'avec l'utilisateur root (administrateur), le risque est considéré comme minime.